# Carlos Sainz
Carlos Sainz Cenamor (ur. 12 kwietnia 1962 w Madrycie) – hiszpański kierowca rajdowy od 1980. Dwukrotny mistrz świata rajdów WRC (1990, 1992).

## Życiorys

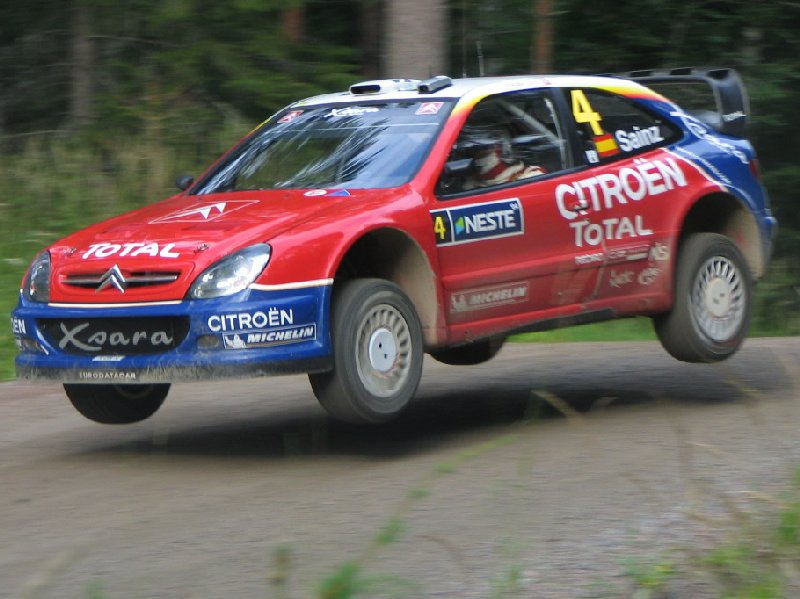
Carlos Sainz podczas Rajdu Finlandii 2004

Pierwszy duży sukces sportowy Carlos Sainz odniósł w wieku 16 lat – zdobył mistrzostwo Hiszpanii w squasha.
Sainz zadebiutował na rajdowych trasach w 1980 roku, startując w Rajdzie Shalymar za kierownicą Renault 5 TS. W 1985 roku, już jako oficjalny kierowca hiszpańskiego oddziału Renault, brał udział w cyklu mistrzostw Hiszpanii za kierownica B-grupowego Renault 5 i ukończył sezon na drugiej pozycji. Po kilku latach startów za kierownicą Renault 5, w 1987 roku El Matador został kierowcą zespołu Forda i przesiadł się do A-grupowego Forda Sierra. W pierwszym sezonie startów tym autem zdołał zdobyć tytuł mistrza Hiszpanii, a oprócz tego wziął udział w trzech rundach rajdowych Mistrzostw Świata. W roku 1988 ponownie zdobył mistrzostwo Hiszpanii.
Od 1987 brał udział w rajdach WRC; w 2004 ustanowił rekord 26 zwycięstw w karierze – nie został pobity aż do 3 września 2006, gdy Sébastien Loeb zwyciężył po raz 27. Dwukrotnie zdobywał tytuł rajdowego mistrza świata (1990 i 1992), prowadząc samochód Toyota Celica GT-Four fabrycznego zespołu Toyota.
W sezonie 2004 Rajdem Australii zakończył karierę zawodniczą, lecz powrócił do rajdów w Rajdzie Turcji oraz Grecji, gdzie zastąpił wyrzuconego z zespołu Citroëna François Duvala (zajął 4. i 3. miejsce). W swojej karierze reprezentował zespoły fabryczne Forda, Toyoty, Lancii, Subaru i Citroëna. Jego pilotami byli Antonio Boto, Luís Moya i Marc Martí.
Startował w rajdach terenowych w zespole Volkswagena, jego pilotami byli kolejno: Andreas Schulz, Michel Périn oraz Lucas Cruz. W 2007 roku zdobył Puchar Świata w Rajdach Terenowych. Startował też w Rajdzie Dakar, w 2007 roku zajął w nim 9. miejsce, a w 2009 odpadł po wypadku na 12. etapie, będąc w tym czasie liderem rajdu. Wygrał Rajd Dakar 2010, Rajd Dakar 2018, Rajd Dakar 2020 a w 2011 Dakarze zajął 3. pozycję.

### Życie prywatne
Jego syn Carlos Sainz Jr. jest kierowcą Formuły 1.

## Zwycięstwa w rajdach WRC
| #  | Rajd                   | Sezon | Pilot      | Samochód                    |
| -- | ---------------------- | ----- | ---------- | --------------------------- |
| 1  | Rajd Grecji            | 1990  | Luís Moya  | Toyota Celica GT-Four ST165 |
| 2  | Rajd Nowej Zelandii    | 1990  | Luís Moya  | Toyota Celica GT-Four ST165 |
| 3  | Rajd Finlandii         | 1990  | Luís Moya  | Toyota Celica GT-Four ST165 |
| 4  | Rajd Wielkiej Brytanii | 1990  | Luís Moya  | Toyota Celica GT-Four ST165 |
| 5  | Rajd Monte Carlo       | 1991  | Luís Moya  | Toyota Celica GT-Four ST165 |
| 6  | Rajd Portugalii        | 1991  | Luís Moya  | Toyota Celica GT-Four ST165 |
| 7  | Rajd Francji           | 1991  | Luís Moya  | Toyota Celica GT-Four ST165 |
| 8  | Rajd Nowej Zelandii    | 1991  | Luís Moya  | Toyota Celica GT-Four ST165 |
| 9  | Rajd Argentyny         | 1991  | Luís Moya  | Toyota Celica GT-Four ST165 |
| 10 | Rajd Safari            | 1992  | Luís Moya  | Toyota Celica Turbo 4WD     |
| 11 | Rajd Nowej Zelandii    | 1992  | Luís Moya  | Toyota Celica Turbo 4WD     |
| 12 | Rajd Hiszpanii         | 1992  | Luís Moya  | Toyota Celica Turbo 4WD     |
| 13 | Rajd Wielkiej Brytanii | 1992  | Luís Moya  | Toyota Celica Turbo 4WD     |
| 14 | Rajd Grecji            | 1994  | Luís Moya  | Subaru Impreza 555          |
| 15 | Rajd Monte Carlo       | 1995  | Luís Moya  | Subaru Impreza 555          |
| 16 | Rajd Portugalii        | 1995  | Luís Moya  | Subaru Impreza 555          |
| 17 | Rajd Hiszpanii         | 1995  | Luís Moya  | Subaru Impreza 555          |
| 18 | Rajd Indonezji         | 1996  | Luís Moya  | Ford Escort RS Cosworth     |
| 19 | Rajd Grecji            | 1997  | Luís Moya  | Ford Escort WRC             |
| 20 | Rajd Indonezji         | 1997  | Luís Moya  | Ford Escort WRC             |
| 21 | Rajd Monte Carlo       | 1998  | Luís Moya  | Toyota Corolla WRC          |
| 22 | Rajd Nowej Zelandii    | 1998  | Luís Moya  | Toyota Corolla WRC          |
| 23 | Rajd Cypru             | 2000  | Luís Moya  | Ford Focus RS WRC `00       |
| 24 | Rajd Argentyny         | 2002  | Luís Moya  | Ford Focus RS WRC `02       |
| 25 | Rajd Turcji            | 2003  | Marc Martí | Citroën Xsara WRC           |
| 26 | Rajd Argentyny         | 2004  | Marc Martí | Citroën Xsara WRC           |